# L'Héritage Welsey
L'Héritage Welsey est un livre-jeu écrit par Fabrice Cayla et Jean-Pierre Pecau en 1988, et édité par Le Livre de poche dans la collection Histoires à jouer : Sherlock Holmes, dont c'est le huitième tome.